# Vincent Aka-Akesse
Vincent Aka-Akesse (né le 25 octobre 1975 à Troumabo Dimbokro en Côte d'Ivoire) est un lutteur libre franco-ivoirien. 
Licencié à la section lutte de l’AS Montferrandaise, il a porté les couleurs de la Côte d'Ivoire jusqu'à l'été 2000 avant de concourir pour la France après sa naturalisation en septembre 2002. il est allé aux Jeux olympiques de Sydney en 2000, d'Athènes en 2004, et de Pékin en 2008. Il finit sa carrière sportive en ne parvenant pas à décrocher une médaille aux Jeux Olympiques de 2008 en catégorie des 96 kg.

## Palmarès

### Championnats d'Afrique
- Médaille d'or dans la catégorie des moins de 85 kg en 2000
- Médaille d'argent dans la catégorie des moins de 85 kg en 1998 au Caire
- Médaille d'argent dans la catégorie des moins de 85 kg en 1997 à Casablanca

### Championnats d'Europe
- Médaille d'argent dans la catégorie des moins de 96 kg en 2005 à Varna

### Jeux méditerranéens
- Médaille d'argent dans la catégorie des moins de 96 kg en 2005 à Almería